# 세르비아 방위군
세르비아 방위군(세르비아어: Српска гарда)은 크로아티아 독립 전쟁 기간 세르비아 부흥 운동(SPO)와 밀접한 관계를 맺고 활동했던 준군사조직이었다. 방위대원 소속 병사의 80%가 부흥운동당의 당원이었다. 방위군은 부흥운동당 당수 부크 드라슈코비치와 그의 부인 다니차 드라슈코비치 및 당 주요 인사인 조르제 보로비치, 브라니슬라브 마티치와 함께 결성되었다. 그 외에도 로돌류브 불로비치도 방위군을 위한 군가를 여럿 작곡하기도 하였다.
준군사조직의 훈련 캠프는 유고슬라비아 사회주의 연방 공화국의 세르비아 사회주의 공화국에 있는 보르 호수 인근에 있었다. 세르비아 방위군은 고스피치 근처 크로아티아 사회주의 공화국 내의 전투에 참여하였다. 이 부대는 보스니아 전쟁에도 일부 참여하였다. 방위군의 초대 지휘관에는 조르제 보로비치가 올라갔으나 보로비치는 고스피치 인근에서 전사하였다. 일부는 보르비치의 전사가 세르비아 크라이나 공화국이 꾸며낸 "아군 오격"으로 사망한 것이라고 주장하기도 한다. 방위군의 최고 재무가인 브라니슬라브 마티치는 1991년 8월 베오그라드에서 총에 맞아 사망하였다. 보로비치의 사망 후 부대 지휘관으로 브라니슬라브 라이노비치가 등극하였다. 1992년 보스니아 동부 지역의 전투에도 참여하였으나 보스니아 전쟁이 시작한지 얼마 되지 않아 부대가 해체되어 병사들은 세르비아로 돌아갔거나 다른 준군사조직에 흡수되었다.

## 같이 보기
- 세르비아의 민병대 목록